# Donkey Kong Country
Donkey Kong Country відеогра у жанрі платформер, Розроблена компанією Rareware ексклюзивно для ігрової приставки SNES в 1994 році. Продюсер — Тім Стампер. Це перша гра серії Donkey Kong, у розробці якої не брав участь Сігеру Міямото [джерело?].
Гра випускалася тільки для SNES до 2000 року. У 2000 та 2003 роках були випущені версії гри для портативних ігрових консолей Gameboy Color та Gameboy Advance. Гра була перевипущена для Virtual Console 7 грудня 2006 році в Австралії, 8 грудня того ж року — в Європі, 12 грудня — в Японії, а 19 лютого 2007 році — у Північній Америці.

## Сюжет
Донкі Конг (англ. Donkey Kong) разом зі своїм другом Дідді Конгом (англ. Diddy Kong) повинен повернути запаси бананів, викрадені королем К. Рулом (англ. King K. Rool) і його кремлінгами (англ. Kremlings). Донкі Конг виявляє, що бананове сховище, розташоване прямо під його будинком, спустошене, і відправляється в подорож по рідному острову. Збираючи втрачені банани в самих різних місцях острова, Донкі Конг повинен знищити безліч супротивників, серед яких зустрічаються рептилії-кремлінги та інші небезпечні створіння, які населяють острів. У цій подорожі йому допомагають інші члени сім'ї Конг: Дідді Конг, супроводжуючий Донкі в його подорожі, Кренкі (англ. Cranky), що дає поради і підказки по ходу подорожі, Кенді (англ. Candy ), завідувачка місць відпочинку на острові, і Фанкі (англ. Funky), який уможливлює повернення на попередні пройдені рівні. Також на допомогу Донкі Конгу приходять різні тварини, кожна зі своїми унікальними здібностями. Зрештою Донкі Конг добирається до корабля «Gangplank galleon», де б'ється з королем К. Рулом. Після його знищення запаси бананів повертаються на своє місце.

## Ігровий процес
Мета гри — пройти 39 різних етапів і повернути запаси бананів, викрадені кремлінгами. Кожен рівень унікальний і містить різні завдання: плавання, поїздка на шахтарських вагонетках, польоти між гарматними установками. Гравець втрачає життя, якщо він  провалюється у прірву, та отримує удар, якщо торкається супротивників. Супротивники можуть знищуватися стрибком їм на голову, киданням у них діжок, які розкидані по локації, або прийомом «колесо». Втративши всі життя, гравець програє. На початку гри і після будь-якого завантаження у гравця п'ять життів. Їх можна поповнювати, збираючи банани, розкидані по рівню, збираючи літери, з яких виходить слово «KONG», збираючи повітряні кульки і золоті фігурки тварин. Набравши три однотипних фігурки, можна потрапити на бонусний рівень. У грі є багато таємних місць, потрапивши в які, гравець може зіграти в додаткові мініігри, перемога в яких дає життя або інші предмети.

Перший рівень. Пройдено два етапи.

На деяких рівнях гравцеві можуть прийти на допомогу різні тварини. Для цього необхідно знайти і розбити спеціальний ящик з символом тварини. Всього тварин п'ять: носоріг Рамбі (англ. Rambi) страус Експрессо (англ. Expresso) риба-меч Енгвард (англ. Enguarde) жаба Вінкі (англ. Winky) та папуга Сквокс (англ. Squawks). В залежності від типу рівня визначається тип тварини: так, Енгварда можна знайти тільки на підводних рівнях, а Сквокс живе тільки в печерах. Деякі тварини надають доступ до бонусних ігор. Крім того, гравець може перемикатися між Донкі і Дідді. Донкі Конг більший та сильніший, що дозволяє йому розправлятися з більш великими супротивниками, а Дідді Конг швидший і спритніший. Дідді швидше бігає і стрибає на більшу відстань.
Грати можна як одному, так і удвох. У першому випадку другою мавпою керує комп'ютер, він слідує за траєкторією гравця з невеликим запізненням. У другому випадку можливі два варіанти: коли один гравець керує Донкі, а інший Дідді, або коли кожен гравець керує по черзі своєю командою мавп.
Весь ігровий процес розбивається на декілька рівнів, кожен з яких містить шість-вісім етапів, об'єднаних якоюсь темою. Між етапами та рівнями гравець керує своїми персонажами на карті рівня. Ще не пройдені етапи та рівні позначені головою кремлінга  — головного противника у грі, пройдені — головою  мавпи, яка під управлінням гравця закінчила проходити етап. Також на карті є етапи, позначені головою одного з членів сім'ї Конг: Кенді (дозволяє зберегти гру), Фанкі (дозволяє переміщатися між рівнями) і Кренкі (дає корисні поради). Наприкінці рівня гравець зустрічається з «Босом» — тяжкознищуваним ворогом — один на один.
Вся інформація про зібрані банани, життя, які залишилися, та інша важлива статистика показується у верхній частині екрана. Інформація про зібрані літери і золоті фігурки відображається не постійно, а лише протягом кількох секунд після отримання чергової фігурки або букви.

## Технічна сторона гри
До розробки Donkey Kong Country Кріс і Тім Стампер працювали програмістами у Silicon Graphics і не мали на меті використовувати свої напрацювання у сфері виробництва відеоігор. Вражений їх успіхами в цій області Ген'е Такеда відправився до Японії, щоб порекомендувати їх президентові Nintendo Хіросі Ямауті. Доки йшли переговори між Ямауті і Rare, Nintendo придбав 25% акцій компанії. Стампер зацікавився створенням гри, заснованої на Donkey Kong, і дав свою згоду. 

Перший етап гри. Донкі Конг сидить на Рамбо. Тільки що було зібрано слово KONG

Персонаж Донкі Конг був також перероблений для надання йому тривимірної зовнішності. Успадкувавши червону краватку з версії 1994 року для Game Boy, персонаж отримав нову зовнішність, яка стала класичною і використовується для ігор, які виходять на новіших консолях Nintendo, таких як GameCube, Wii та інших. Якщо у версії для SNES революційними були графіка, зміна часу доби і погоди (та відповідна зміна музичного супроводу), то у версії для GameCube персонаж керується за допомогою спеціального барабана.
Donkey Kong Country — перша гра для ігрових консолей, в якій використовувалися попередньо відрендерені моделі, що створювалися в 3D [джерело?]. Схожу технологію використовувала гра Killer Instinct. Закупивши коштовне SGI-обладнання, яке використовується для рендерингу графіки, Rareware пішла на значні фінансові ризики. Нова технологія стиснення, яку вони застосували, дозволила їм поєднати високу деталізацію та детальну анімацію для кожного спрайту в обмеженій пам'яті, чого раніше не вдавалося зробити для SNES. Для створення ігрової графіки Nintendo і Rareware зверталися до такої техніки як «ACM» (Advanced Computer Modelling).
Продюсер Nintendo Сігеру Міямото[джерело?] критикував Donkey Kong Country, стверджуючи, що «Donkey Kong Country довела, що гравці виберуть гру з посереднім ігровим процесом тільки через хорошу графіку». Пізніше Сігеру Міямото вибачився за свої слова, пояснивши їх тим, що Nintendo чинила на нього тиск, вимагаючи зробити Super Mario World 2: Yoshi's Island графічно схожим на Donkey Kong Country.
Продовження Donkey Kong Country 2: Diddy's Kong Quest та Donkey Kong 3: Double Trouble, які вийшли в листопаді 1995 та листопаді 1996 років, технічно виявилися не гірші за оригінал. В них з'явилося безліч нових персонажів і оригінальних знахідок в ігровому процесі.

### Саундтрек
Музика з Donkey Kong Country була випущена окремим диском-саундтреком, що має назву «DK Jamz». Композитори Девід Вайз, Евеліна Фішер та Робін Бінленд ставили на меті створити музику, яка точно передає атмосферу джунглів. На диску було представлено понад 20 різних композицій.
Пізніше саундтрек був перероблений музикантами-аматорами з сайту OverClocked ReMix, який отримав назву «Kong in Concert», позитивно відзначений Девідом Уайзом.

## Просування гри
У ході рекламної кампанії Nintendo розіслала 15-хвилинну відеокасету «Donkey Kong Country: Exposed» передплатникам журналу Nintendo Power magazine. На відео був представлений короткий звіт від Nintendo в Америці і сцени з гри. У коротких інтерв'ю розробники обіцяли, що графіка досягне нового революційного рівня для ігрових систем того часу. Фрагмент відео також нагадував глядачам, що гра буде доступна тільки на 16-бітної ігрової консолі Super Nintendo Entertainment System і не буде підтримуватися конкурентними ігровими 32-бітними консолями, які працюють з CD-ROM (тобто на Sega 32X та Sega CD). У кінці відео на глядачів чекав «прихований» фрагмент, в якому розповідалося, що тестери в офісі американської Nintendo грали в ранню версію Killer Instinct arcade.

## Рецензія
Donkey Kong Country виявилася найуспішнішим релізом, що розійшовся накладом у 8 мільйонів копій. Пізніше гра була перевидана у збірнику ігор для SNES «Donkey Kong Set» (який складався з консолі, пульта керування, з'єднувальних дротів і картриджа). Це видання розійшлося тиражем більш ніж мільйона копій і отримало статус «вибору гравців для перевидання» в 1998 році. Версія для SNES отримала 90% для Game Boy Color і 78% для Game Boy Advance в Gamerankins.
Гра принесла кілька нагород своїм творцям. Серед них «Найкраща гра для SNES», «Найкраща анімація» і «Найкраща колективна гра», а також «Гра року» від журналу Electronic Gaming Monthly в 1994 році. Також гра потрапила в TOP-10 найкращих ігор всіх часів у 200-му ювілейному номері цього журналу в 2005 році. Гра також зайняла 9-ту позицію в рейтингу GameSpy 2003 року «25 найбільш найкращих ігор всіх часів». Попри це, гра зайняла 90-ту сходинку в списку «200 найкращих ігор, випущених для консолей Nintendo в 90-х роках» у 2006 році.

## Видання

### Donkey Kong Country: Competition Cartridge
Дуже рідкісне видання Donkey Kong Country було випущено для Nintendo PowerFest '94 і Blockbuster Video World Video Game Championship II (1995). Мета полягала в тому, щоб набрати якомога більше очок до закінчення часу. Очки давалися за знищених супротивників, зібрані банани, кількість складених слів KONG і зібраних повітряних кульок. Більшість фіналістів чемпіонату, проведеного на Nintendo PowerFest, в нагороду отримали картриджі. Картриджі, використовувані в чемпіонаті Blockbuster Video, поширювалися журналом Nintendo Power серед своїх читачів разом з Super Power Supplies Catalog в зеленій пластиковій упаковці з логотипом Blockbuster Championship та іншою ігровою атрибутикою.

### Перевидання
У 2000 році відбулося перевидання Donkey Kong Country для Game Boy Color. У 2003 році інша версія гри була видана для Game Boy Advance. Вона була яскравіша, з сильнішим контрастом і насиченішими кольорами, що робило гру легшу для сприйняття на непідсвічуваному рідкокристалічному екрані. Обидві гри дещо відрізнялися від версії для SNES. З'явилися дві міні-гри: ловля кольорових рибок і танці, також з'явилася галерея картинок, що ускладнило геймплей — до пошуку всіх секретів додалися маленькі блакитні фотокамери, які давали як приз картинку для галереї, а також проходження всіх бонусних міні- ігор. Додався режим змагання на час. Версія на GBC містила новий етап, а версія для GBA мала режим «мультиплеєр». Деталізація персонажів злегка спростилася, але якість анімації та звукове оформлення покращилися. Також змінилася система збереження: зберігати гру можна в будь-якому місці.
SNES версія була випущена на Virtual Console для Wii. Гра була випущена 7 грудня 2006 року для Австралії та Океанії, 8 грудня для Європи, 12 грудня для Японії і 19 лютого 2007 року для Північної Америки. Випущена версія емулює версію картриджа 1.1.

## Цікаві факти
- Залежно від числа відкритих секретів, гравцеві покажуть певну кінцівку: відшукавши 101% секретів, можна побачити альтернативну фінальну сцену.
- Мавпа з ім'ям Донкі Конг є торговою маркою фірми Nintendo ще з часів ігрових автоматів. Однак там вона представлена як злісне величезне створіння, якийсь родич Кінг-Конга, і гравцеві обов'язково потрібно було його знищити. У реалізації Donkey Kong Country цей образ був вперше використаний в позитивній варіації.
- В одному з випусків передачі «Денді - Нова реальність» Сергій Супонєв зізнався, що Donkey Kong Country його фаворит серед ігор для SNES.